# Paenibacillus larvae
Paenibacillus larvae é um microrganismo responsável por uma doença nas crias das abelhas (Apis mellifera), conhecida por Cria Pútrida Americana (CPA) ou Loque Americana (Histolysis infectiosa perniciosa larvae apium, Pestis americana larvae apium), e que inviabiliza as crias das colmeias.